# Apomys insignis
Il topo di foresta montano di Mindanao (Apomys insignis  Mearns, 1905) è un roditore della famiglia dei Muridi diffuso nelle Filippine.

## Descrizione

### Dimensioni
Roditore di piccole dimensioni, con la lunghezza della testa e del corpo tra 71 e 123 mm, la lunghezza della coda tra 115 e 176 mm, la lunghezza del piede tra 32 e 35 mm, la lunghezza delle orecchie tra 18 e 22 mm e un peso fino a 52 g.

### Aspetto
Le parti superiori sono bruno-grigiastre, cosparsi densamente di peli nerastri sulla testa e la schiena, la punta del muso e la gola sono grigio-brunastre. Le parti ventrali sono fulvo-cannella, con un'area biancastra al centro del petto. Le zampe anteriori sono bianche. Il dorso dei piedi è grigiastro, con le dita bianche. La coda è più lunga della testa e del corpo, uniformemente color ardesia e con 12 anelli di scaglie per centimetro.

## Biologia

### Comportamento
È una specie terricola, notturna e crepuscolare.

### Alimentazione
Si nutre al suolo di semi, frutta e invertebrati.

### Riproduzione
Le femmine danno alla luce 1-2 piccoli alla volta.

## Distribuzione e habitat
Questa specie è diffusa sulle isole di Mindanao e Dinagat, nelle Filippine.
Vive nelle foreste primarie e secondarie tra 900 e 1.900 metri di altitudine, talvolta fino a 2.800 metri nelle foreste disturbate.

## Conservazione
La IUCN Red List, considerato che l'habitat montano dove vive è ancora intatto eprobabilmente non soggetto a sfruttamento, classifica A.insignis come specie a rischio minimo (Least Concern).